# Nupserha madurensis
Nupserha madurensis là một loài bọ cánh cứng trong họ Cerambycidae.